# به زور مال من
به زور، مال من (ایتالیایی: Viuuulentemente mia) یک فیلم کمدی ایتالیایی به کارگردانی کارلو وانتسینا است که در سال ۱۹۸۲ منتشر شد.

## گزیدهٔ بازیگران
- دیگو آباتانتوئونو
- لائورا آنتونلی
- کریستین دسیکا
- جکی بیسهارت
- ساندرو گیانی
- روبرتو دلا کازا
- ماسیمو سارکیه‌لی